# خط ئی (متروی لس آنجلس)
خط ئی (انگلیسی: E Line) یا خط اکسپو یکی از خطوط متروی لس آنجلس است که در سال ۲۰۱۲ تأسیس شده‌است.
این خط که دارای ۱۹ ایستگاه و ۲۴٫۵ کیلومتر طول است از ایستگاه داونتون سانتا مونیکا شروع و در ایستگاه متروی مرکزی خیابان هفتم به پایان می‌رسد.

## نگارخانه

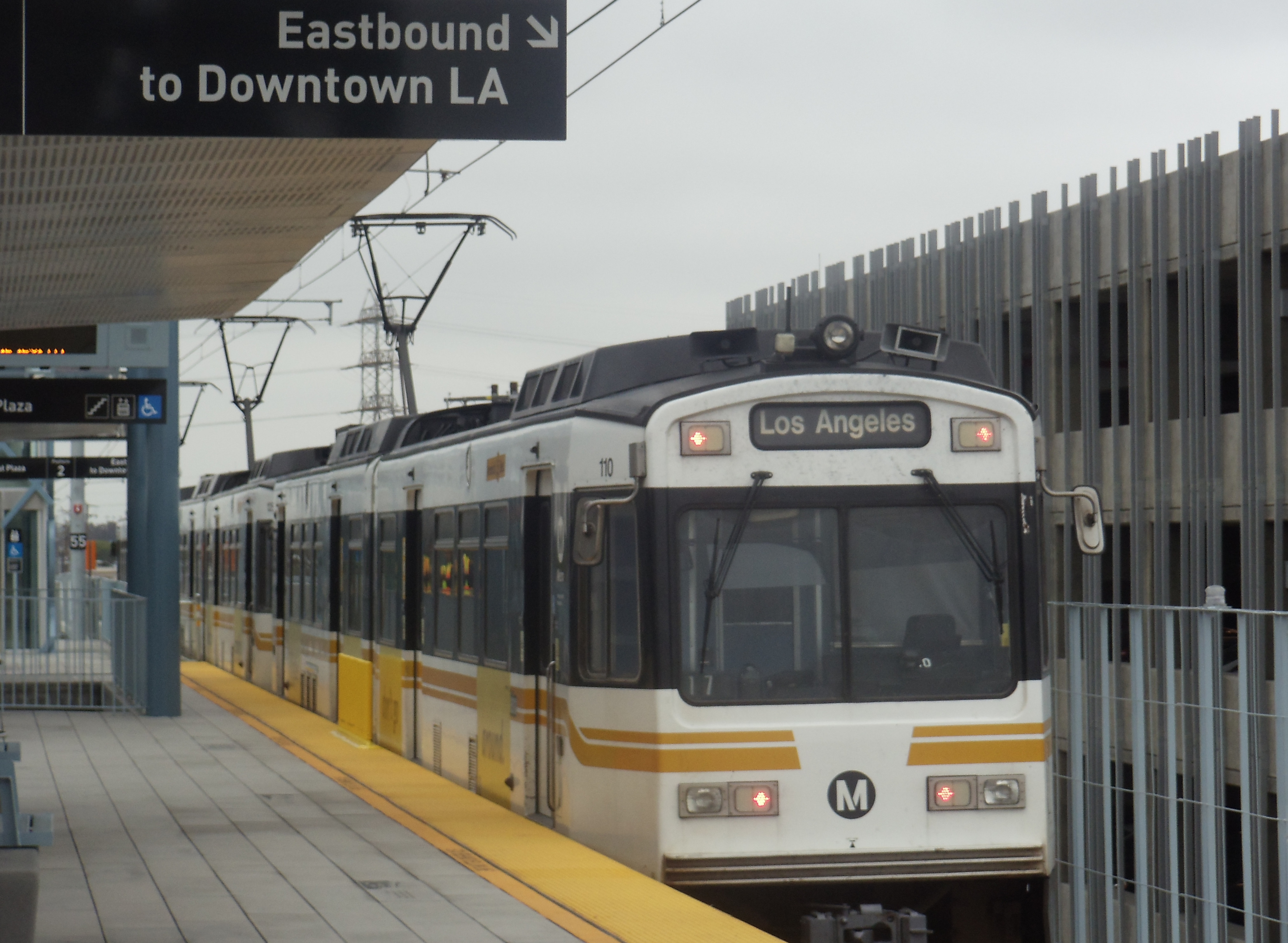
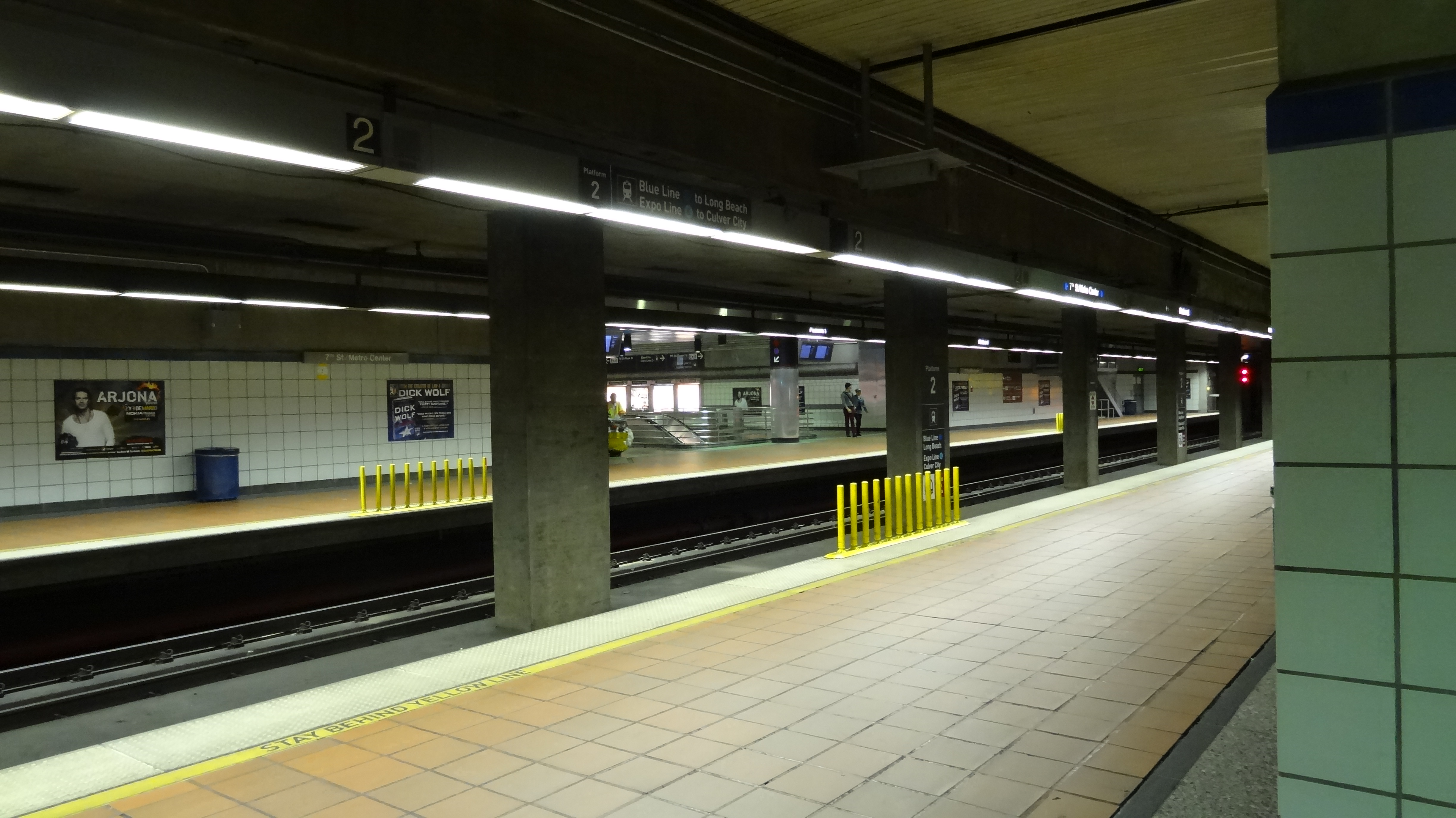
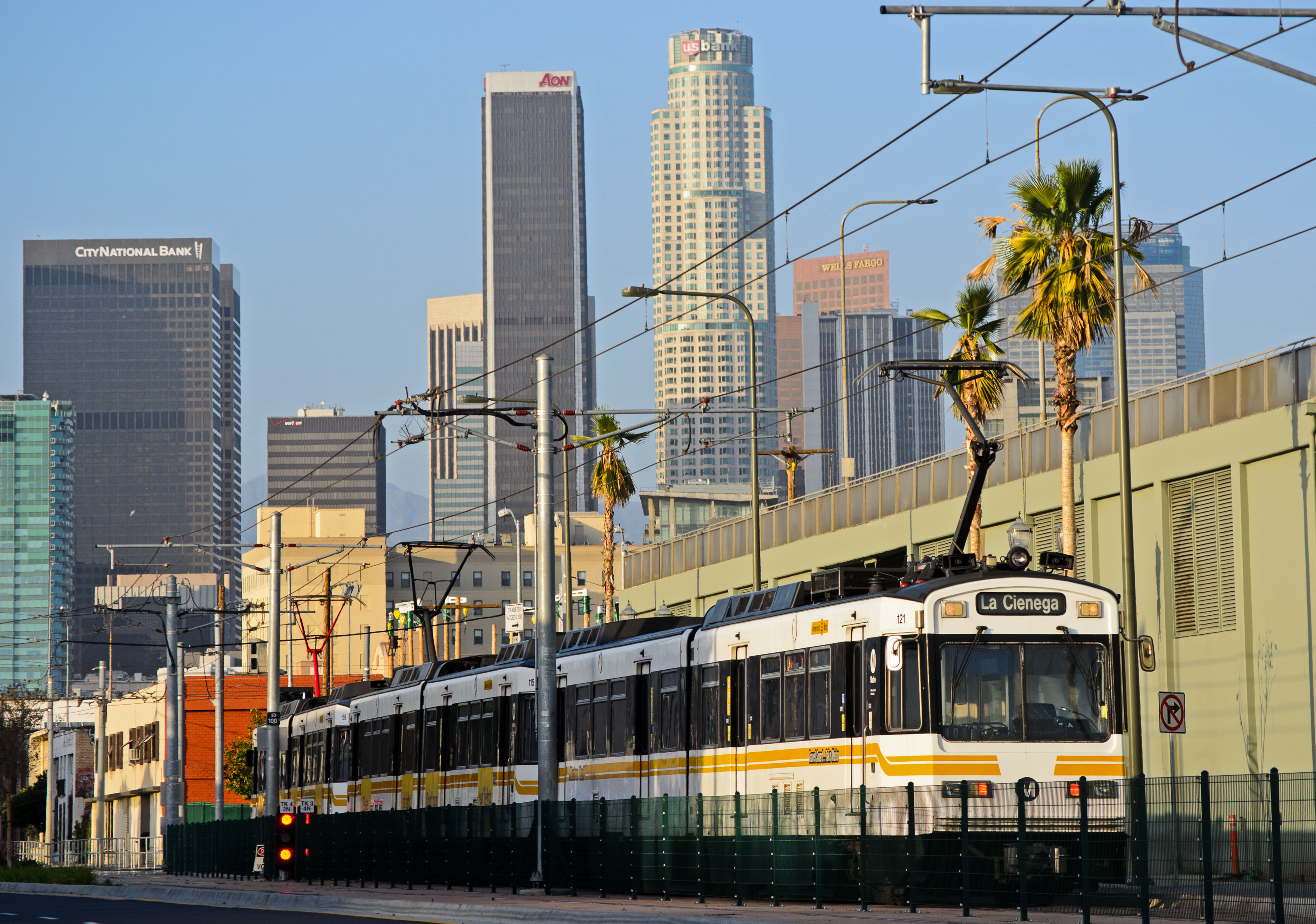
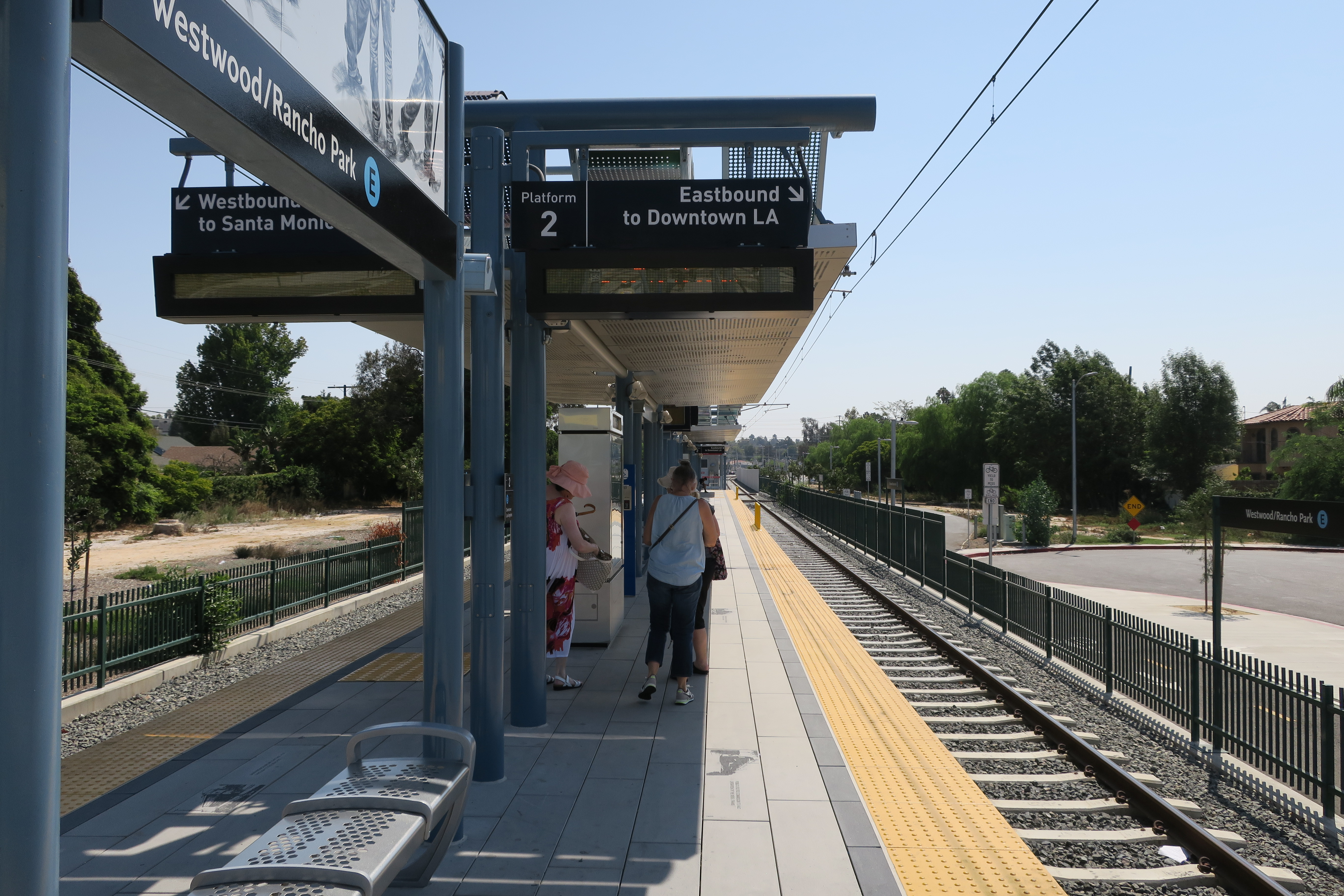